# Harry van den Ham
Harry van den Ham (Bandung, 16 augustus 1954) is een Nederlands voetbaltrainer en voormalig voetballer.

## Spelercarrière
Van den Ham kwam in zijn jeugd uit voor UVV en vanaf zijn elfde voor Elinkwijk. Met Elinkwijk werd hij in 1974 Nederlands kampioen bij de zondagamateurs. In 1975 maakte hij de overstap van de amateurs naar het betaald voetbal. Van den Ham kwam in Nederland uit voor FC Utrecht, SC Cambuur, FC Den Bosch, DS '79 en PEC Zwolle. In 1980 was hij kortstondig actief voor de Tulsa Roughnecks in de Verenigde Staten. In België speelde hij voor Berchem Sport.
In 1985 werd hij afgekeurd voor het betaald voetbal, waarna hij zich aanmeldde bij de Utrechtse amateurvereniging USV Holland. Op 34-jarige leeftijd maakte Van den Ham in 1988 voor VVV zijn rentree in de Eredivisie. Vanaf 1990 speelde hij nog een jaar voor VC Vlissingen, waarna hij zijn actieve profloopbaan afsloot.

## Statistieken
| Seizoen | Club             | Land             | Competitie     | Wed. | Goals |
| ------- | ---------------- | ---------------- | -------------- | ---- | ----- |
| 1975/76 | FC Utrecht       | Nederland        | Eredivisie     | 10   | 1     |
| 1976/77 | FC Utrecht       | Nederland        | Eredivisie     | 7    | 0     |
| 1977/78 | SC Cambuur       | Nederland        | Eerste divisie | 29   | 10    |
| 1978/79 | FC Utrecht       | Nederland        | Eredivisie     | 8    | 2     |
| 1978/79 | FC Den Bosch     | Nederland        | Eerste divisie | 9    | 2     |
| 1979/80 | DS '79           | Nederland        | Eerste divisie | 34   | 17    |
| 1980    | Tulsa Roughnecks | Verenigde Staten | NASL           | 4    | 0     |
| 1980/81 | DS '79           | Nederland        | Eerste divisie | 21   | 3     |
| 1981/82 | DS '79           | Nederland        | Eerste divisie | 19   | 7     |
| 1982/83 | Berchem Sport    | België           | Tweede klasse  | –    | 6     |
| 1983/84 | FC Utrecht       | Nederland        | Eredivisie     | 15   | 5     |
| 1984/85 | FC Utrecht       | Nederland        | Eredivisie     | 0    | 0     |
| 1984/85 | PEC Zwolle       | Nederland        | Eredivisie     | 15   | 1     |
| 1988/89 | VVV              | Nederland        | Eerste divisie | 10   | 1     |
| 1990/91 | VC Vlissingen    | Nederland        | Eerste divisie | 25   | 2     |
| Totaal  | Totaal           | Totaal           | Totaal         | 206  | 57    |

## Trainerscarrière
Zijn trainerscarrière startte Van den Ham in 1992 als assistent van RKC. In 1994 werd hij assistent-trainer van FC Utrecht en vervolgens was hij als hoofdcoach verbonden aan achtereenvolgens SHO, Telstar en USV Holland. Vanaf 2000 was hij twee jaar de trainer van FC Dordrecht en vervolgens drie jaar van TOP Oss.
In 2005 werd Van den Ham opnieuw assistent-trainer bij FC Utrecht. In 2007 werd hij door IJsselmeervogels aangesteld als opvolger van de vertrokken Cees Lok, maar na reeds een half jaar werd het contract wegens een verschil van inzicht ontbonden. In het seizoen 2011/2012 nam hij bij FC Dordrecht tijdelijk de taken over van de zieke Theo Bos. In het seizoen 2013/2014 was hij de hoofdcoach van FC Dordrecht. Hij werd opgevolgd door Ernie Brandts.
Met ingang van 23 mei 2014 werd Van den Ham toegevoegd aan de technische staf van FC Utrecht. Hij volgde in augustus 2015 Jan Everse op als coach van FC Dordrecht.
In februari 2020 nam van den Ham opnieuw het (interim) hoofdtrainerschap  op zich van FC Dordrecht nadat Claudio Braga na 14 maanden werd ontslagen bij die club. Op 10 november 2020 werd hijzelf aan de kant gezet bij Dordrecht.